# باریسال صدار
باریسال صدار (به لاتین: Barisal Sadar) یک منطقهٔ مسکونی در بنگلادش است که در ناحیه باریسال واقع شده‌است. باریسال صدار ۳۰۷٫۵۹ کیلومتر مربع مساحت و ۵۲۷٬۰۱۷ نفر جمعیت دارد.